# Bilderlahe
Bilderlahe ist ein Ortsteil der Stadt Seesen im Landkreis Goslar in Niedersachsen. Der Ortsteil liegt nahe dem Harz zwischen Engelade und Rhüden.

## Ortsgliederung
Zu Bilderlahe gehören die kleinen nördlich des Dorfs gelegenen Siedlungen Adenhausen und Burg.

## Geschichte
Bilderlahe wurde erstmals urkundlich um 1100 als Bidela erwähnt. Die Namensschreibweise änderte sich mehrfach über die Jahrhunderte, 1238 hieß der Ort Billerla und bereits 1297 Bilderlahe.
Mit der Zerstörung der Burg Wohlenstein 1519 wurde auch Bilderlahe zerstört. Aus den Trümmern errichtete der neue Herrscher, der Herzog von Braunschweig, schon bald ein Amtshaus im nahen Tal der Nette. Heute steht an dieser Stelle die ehemalige Amtsdomäne.
Von 1523 bis zur Restitution 1643 herrschte der Braunschweiger Herzog über Bilderlahe, bevor es wieder zum katholischen Hochstift Hildesheim kam. Zu Beginn des 19. Jahrhunderts gehörte Bilderlahe unter französischer Besatzung zum Königreich Westphalen, wurde dann im Königreich Hannover zum Sitz des Amtes Bilderlahe, bevor Hannover und damit auch Bilderlahe 1866 zu Preußen kam.
Ab 1885 gehörte der Ort zum Kreis Hildesheim-Marienburg. Am 1. Juli 1972 wurde die bis dahin selbständige Gemeinde Bilderlahe nach Seesen im Landkreis Gandersheim eingemeindet. Am 1. August 1977 kam Seesen und damit auch Bilderlahe zum Landkreis Goslar.

## Politik

### Ortsrat
Der Ortsrat, der Bilderlahe vertritt, setzt sich aus sieben Mitgliedern zusammen. Die Ratsmitglieder werden durch eine Kommunalwahl für jeweils fünf Jahre gewählt.
Bei der Kommunalwahl 2021 ergab sich folgende Sitzverteilung:
| Ortsrat 2021Insgesamt 7 Sitze - SPD: 2 - CDU: 5 |

### Wappen
Das Dorfwappen von Bilderlahe zeigt zwischen zwei Adlerflügeln einen schräg nach unten gekehrten,
schwarz-gelben Zinnenschnitt auf rotem Grund. Diese Bestandteile entstammen dem Familienwappen der Grafen von Wohlenberg, die seit dem 12. Jahrhundert den Ambergau beherrschten.

## Kultur und Sehenswürdigkeiten

### Musik
- Frauen Gesangsverein „Klingende Runde“
- MGV Concordia (Männergesangverein)

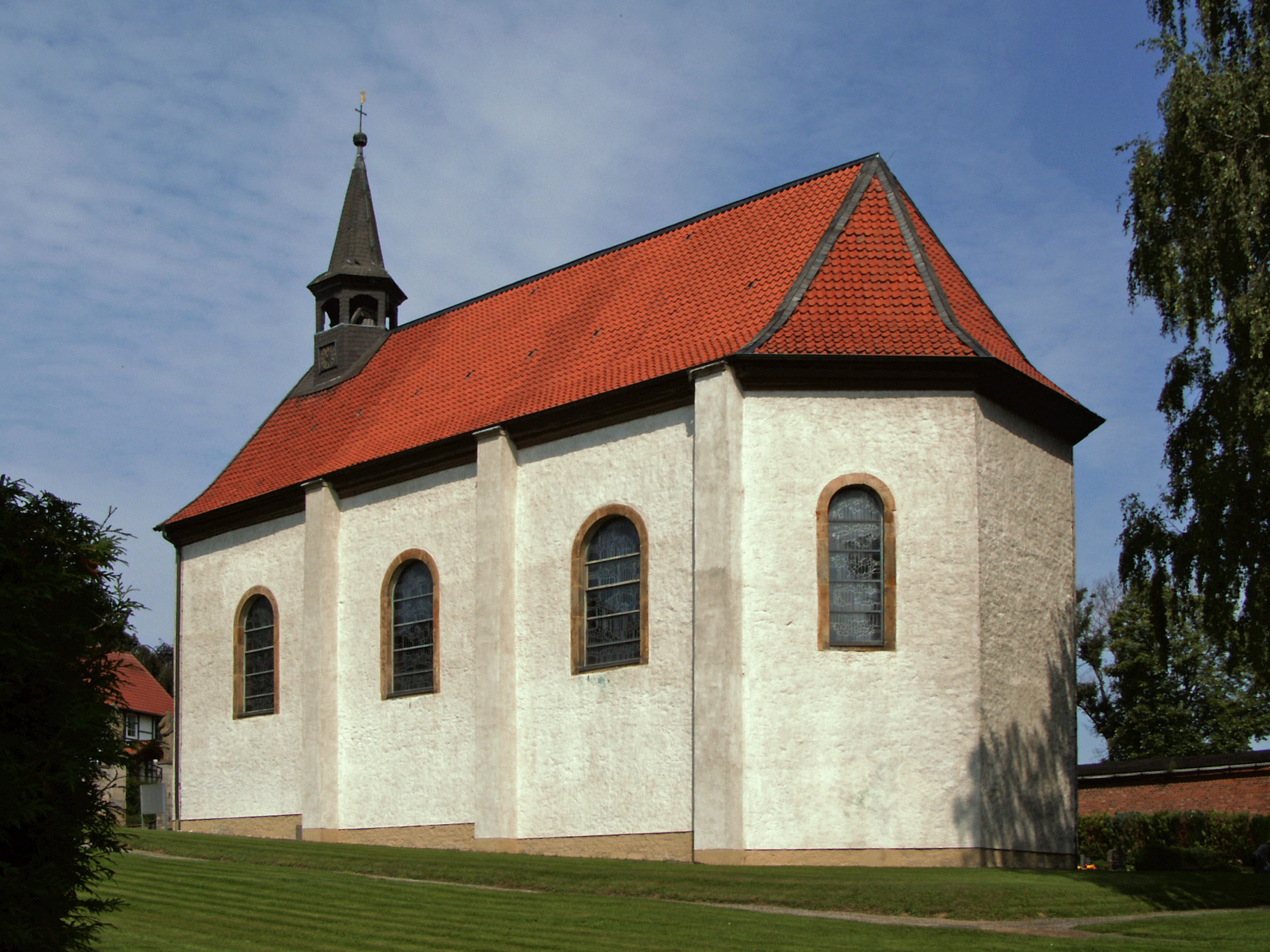
Kirche St. Michael

### Bauwerke
- Burgruine Wohlenstein
Das Dorf liegt unterhalb der 253 m ü. NN hohen Anhöhe Woldenstein, auf der sich seit 1295 die Burg Woldenstein befindet. 1519 wurde sie in der Hildesheimer Stiftsfehde zerstört. Heute besteht in Teilen noch der 18 m hohe Bergfried, der über 2,5 m starke Mauern verfügt.
- Katholische St. Michael-Kirche von 1717, benannt nach dem Erzengel Michael (Lindenallee 13). Außerdem ist sie mit einer von August Schaper erbauten Orgel ausgestattet.[5] Seit 2010 Filialkirche der Pfarrgemeinde Maria Königin in Seesen.
- Evangelische Gustav-Adolf-Kapelle von 1956 (Lindenallee 6), sie gehört zur Propstei Gandersheim-Seesen.

### Sport
Der Pferdesport ist in den letzten 25 Jahren stark angestiegen und ist heute ein bedeutender Teil der wirtschaftlichen Situation; beispielsweise Reitsport, ehemals auch Trabrennsport.
Seit 1920 besteht der „SV Engelade/Bilderlahe“.

### Regelmäßige Veranstaltungen
- Bilderläher Beerenfest
- Bilderlaher Laternenumzug

## Persönlichkeiten
- Walter Gericke (1907–1992), Fallschirmjäger-Offizier im Zweiten Weltkrieg, dann Bundeswehrgeneral